# Benkadi (Dioïla)
Benkadi is een gemeente (commune) in de regio Koulikoro in Mali. De gemeente telt 7900 inwoners (2009).
De gemeente bestaat uit de volgende plaatsen:
- Kissakoro
- Kotoula (hoofdplaats)
- N’Tia
- Nianguela
- Wani
- Woh